# UNAIDS
UNAIDS( z ang. The Joint United Nations Programme on HIV and AIDS, po polsku: Wspólny Program Narodów Zjednoczonych Zwalczania HIV i AIDS) jest projektem Organizacji Narodów Zjednoczonych, którego celem jest koordynacja i poprawa skuteczności działań poszczególnych krajów w walce z HIV i AIDS.
Rezolucję w sprawie rozpoczęcia tego programu podjęła Rada Gospodarcza i Społeczna ONZ w roku 1994, a realizację programu rozpoczęto w styczniu 1996. Siedziba główna UNAIDS znajduje się w Genewie. Winnie Byanyima jest obecnym dyrektorem generalnym UNAIDS (od 2019 r.). Peter Piot był pierwszym, a Michel Sidibé drugim dyrektorem programu.

## Cele i zobowiązania UNAIDS
Cele i zobowiązania programu UNAIDS są następujące:
- Zmniejszyć przekaz (HIV) przez seks.
- Zapobiegać HIV wśród osób używających narkotyków.
- Eliminacja nowych zakażeń HIV wśród dzieci.
- Umożliwienie dostępu do kuracji 15 milionom osób z HIV.
- Eliminacja śmierci na skutek gruźlicy wśród osób z HIV.
- Zmniejszenie luki budżetowej.
- Eliminacja społeczno-kulturowej nierówności płci.
- Eliminacja piętna i dyskryminacji.
- Eliminacja restrykcji na podróże.
- Umocnienie integracji działań w odpowiedzi na HIV.

Aby osiągnąć te cele, UNAIDS, korzystając ze swojego Sekretariatu i środków Co-Sponsorów, prowadzi działania zmierzające do pozyskania poparcia opinii publicznej, działania techniczne, polityczne i doradcze. UNAIDS posiada centra prasowe i multimedialne, wydaje publikacje i zalecenia co do odpowiedzi na HIV, w tym porady ekspertów w sprawie zachowań seksualnych, opracowuje założenia polityczne na podstawie doświadczeń własnych i prac instytucji zewnętrznych, a także organizuje spotkania globalne i regionalne.